# Dichagyris nigrescens
Dichagyris nigrescens là một loài bướm đêm thuộc họ Noctuidae. Nó được tìm thấy ở phía nam và miền trung châu Âu và Cận Đông và Trung Đông.
Con trưởng thành bay từ tháng 5 đến tháng 6. Có một lứa một năm.